# 구간의 분할
수학에서, 실직선 위의 구간 [a, b]의 분할(分割, 영어: partition)이란 다음의
a = x0 < x1 < x2 < ... < xn = b
관계에 있는 실수 x0, x1, x2, ..., xn로 구성된 유한 수열이다.

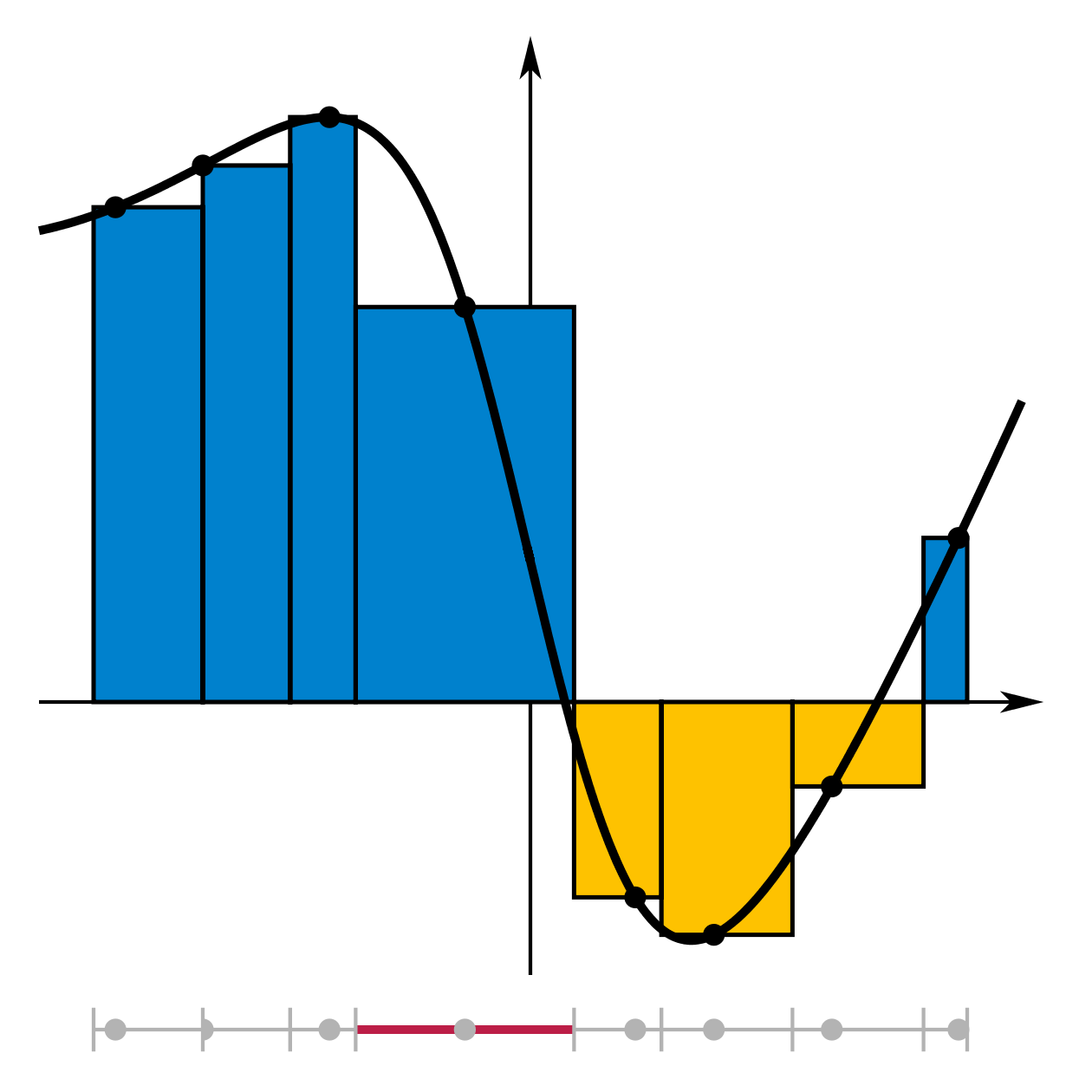
리만 합에서 사용하는 구간의 태그된 분할. 분할 자체는 아래의 회색 선으로 표시하였고, 그 중 한 부분구간을 빨간색으로 나타내었다.

다르게 말하면, 콤팩트 구간 I의 분할이란 I의 시작점에서 끝점까지 순증가하는 수들로 구성된 수열이다. 각 구간 [xi, xi + 1]을 분할의 부분구간이라 한다.

## 분할의 세분
구간 [a,b]의 분할 P와 Q에 대해, Q가 P의 모든 점을 포함할 때 Q를 P의 세분(영어: refinement)이라 하고 Q가 P보다 섬세하다고 한다. 또 두 분할 P와Q에 대하여 두 분할의 모든 점들로 구성된 분할을 공통세분이라 하고 P ∨ Q라 쓴다. 어떤 분할이 다른 분할의 세분일 때, 더 섬세한 분할이 더 크다고 순서 관계를 정의하면 이는 부분 순서가 된다.

## 분할의 노름
아래처럼 주어진 분할
x0 < x1 < x2 < ... < xn
의 노름(영어: norm) 또는 메시(영어: mesh)란 각 부분구간들의 길이의 최댓값
max{|xi − xi−1| : i = 1, ... , n }
이다.

## 태그된 분할
주어진 구간에 대해 태그된 분할(영어: tagged partition)이란 각 i에 대해 다음 조건
xi ≤ ti ≤ xi + 1
을 만족하는 수들로 구성된 유한 수열 t0, ..., tn − 1을 가지는 분할이다.
다시 말해 태그된 분할이란 각 부분구간들에서 점을 한 개씩 선택한 분할로, 기존 분할과 동일하게 노름을 정의한다. 태그된 분할 P와 Q에 대해 Q가 P의 분할 위의 모든 점들과 함께 모든 태그들, 즉 각 부분구간에서 선택한 점들을 모두 포함할 때 Q가 P의 세분이라 한다.

## 리만 합
구간의 분할은 리만 적분과 리만-스틸체스 적분에서 사용된다. 주어진 구간의 분할이 더 섬세할수록 분할의 노름은 0에 가까워지고, 따라서 리만 합은 리만 적분값에 수렴한다.

## 같이 보기
- 리만 합
- 리만 적분
- 집합의 분할

## 참고 문헌
- Gordon, Russell A. (1994). 《The integrals of Lebesgue, Denjoy, Perron, and Ralph Henstock》. Graduate Studies in Mathematics, 4. Providence, RI: American Mathematical Society. ISBN 0-8218-3805-9.